# Mont Ouzon
Le mont Ouzon est un sommet des Préalpes françaises situé dans le Chablais à la limite des communes de Bonnevaux, Le Biot et La Baume. Il surplombe le barrage du Jotty et encadre, avec le mont Gémet, le col de Planchamp, qui délimite la frontière entre Bonnevaux et Le Biot. 
Il se présente sous la forme d'une longue crête de falaises, d'axe nord-est/sud-ouest, large de quelques dizaines de mètres, dont le point culminant est marqué d'une croix. Il a la particularité d'être la dernière montagne de moyenne altitude de la vallée d'Aulps avant les plaines du Léman, et jouit donc d'une vue très dégagée vers le nord . Vers le sud, il possède une vue dégagée vers le mont Blanc.